# Institut für niederdeutsche Sprache

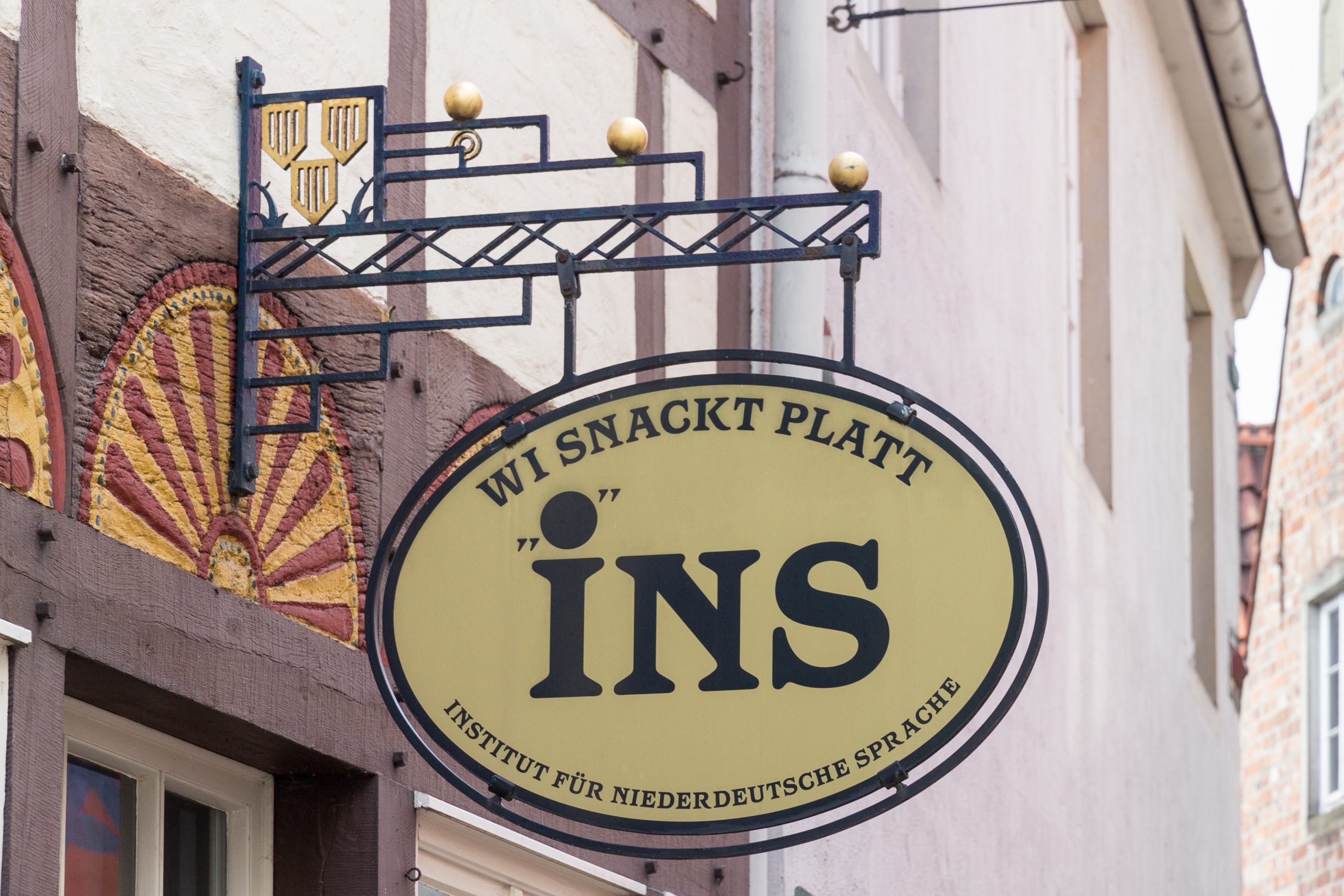
INS Institut für niederdeutsche Sprache in Bremen

Das Institut für niederdeutsche Sprache e. V., kurz INS, ist eine überregional wirkende wissenschaftliche Einrichtung zur Erhaltung und Förderung der niederdeutschen Sprache, Literatur und Kultur. Das INS kooperiert mit Schulen, Kindergärten, Autoren, Pastoren, Musikern, Medien- und Theaterleuten sowie mit Vereinen und Verbänden. Mit ihnen zusammen initiiert, begleitet und koordiniert das INS Projekte, die das Ziel verfolgen, aktuelle und attraktive Angebote auf Niederdeutsch zu entwickeln.
Sitz des Instituts, das auch eine Bibliothek unterhält, ist Bremen. Der Vorsitzende ist Heiko Block, sein Stellvertreter ist Herwig Dust. Träger des Instituts ist ein eingetragener Verein.

## Gründung

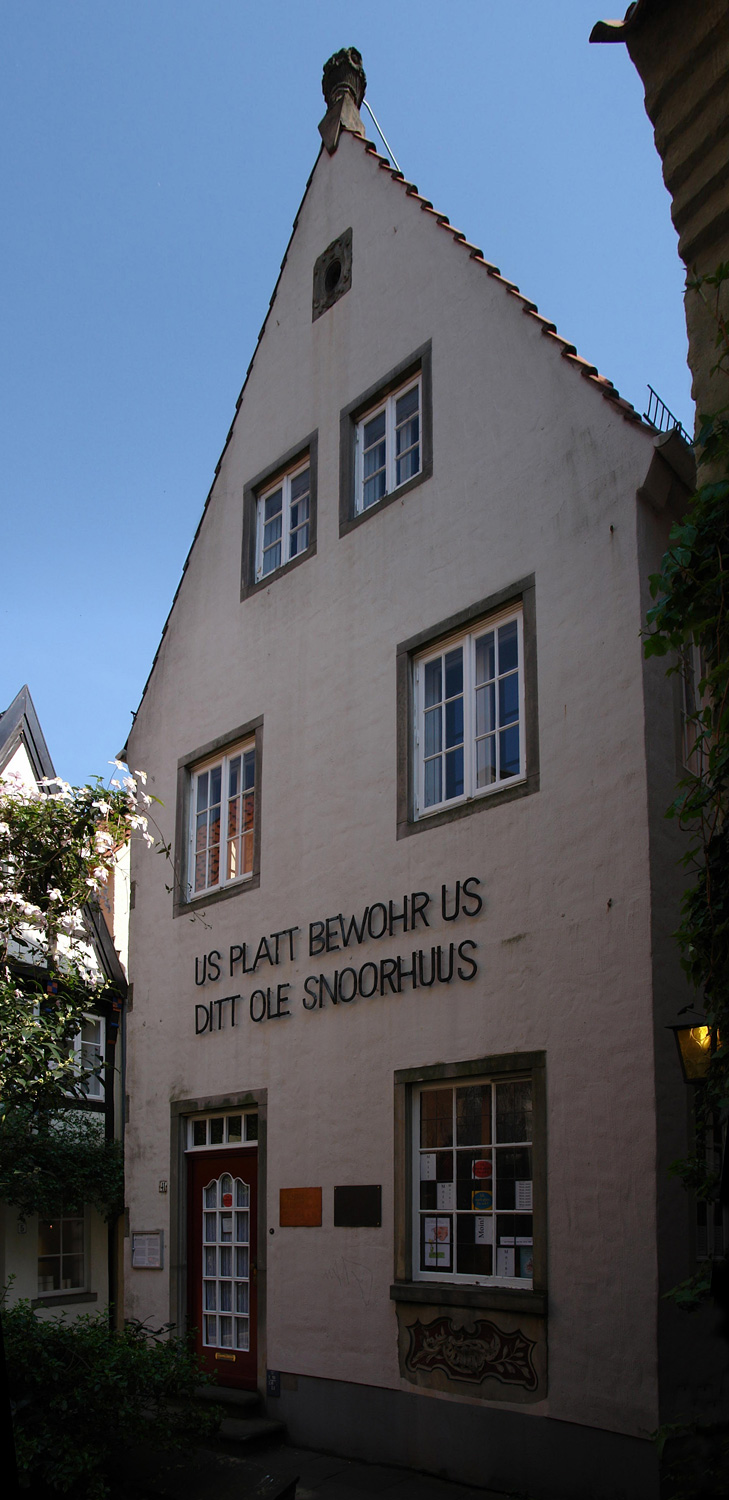
Das Institut im Schnoor

Bei der Gründung fanden 1972 zwei Kolloquien statt, das erste mit dem Titel Niederdeutsch – Gegenwart mit Zukunft? und das mit dem Titel Niederdeutsch – angewandte Praxis in unserer heutigen Gesellschaft. Im November 1972 fand die Gründungsversammlung in der Bremer Stadtwaage statt. Es folgte 1973 die konstituierende Mitgliederversammlung. Die Arbeit wurde 1974 aufgenommen.
An der Gründung beteiligt war ein Gründungsbeirat, der aus folgenden Personen bestand: Joachim Arp, Ivo Braak, Dieter Möhn, Heinrich Schmidt-Barrien, Claus Schuppenhauer, Rolf Speckmann, Heinrich Wesche, Harm Wiemann und Wolfgang Lindow.

## Aufgabenbereiche
Die Aufgabenbereiche des Instituts liegen vor allem im Erhalt und der Förderung der niederdeutschen Sprache. Um dieses Ziel zu erreichen, betreiben sie zum Beispiel Öffentlichkeits- und Pressearbeit, damit die Sprache und mit dem Plattdeutschen verbundene Themen an die Öffentlichkeit getragen werden. Dazu gehören auch zahlreiche Projekte und Veranstaltungen, die mit anderen Institutionen und Netzwerken gemeinsam geplant und durchgeführt werden, wie zum Beispiel Schulen, Kindergärten, Vereinen, Verbänden etc. Wichtig dafür ist vor allem eine zusammenführende und unterstützende Informations- und Kontaktarbeit, sowohl innerhalb niederdeutscher Sprach- und Kulturpflege als auch außerhalb der Sprach- und Staatsgrenzen mit vergleichbaren Institutionen. Zudem gehen täglich Anfragen rund um das Niederdeutsche ein, die bearbeitet werden; verschiedene Organisationen halten im Haus ihre Arbeitssitzungen ab, immer wieder holen sich Gruppen oder Einzelpersonen im INS Rat. Zweimal die Woche werden außerdem die Plattdeutschen Nachrichten auf Radio Bremen von Mitarbeitern des INS (derzeit Reinhard Goltz und Martina Brünjes) präsentiert. Zusätzlich publiziert das INS eigene Werke, bis 2013 vor allem in Kooperation mit dem Verlag Schuster in Leer (Ostfriesland).

## Bibliothek
Ein weiteres großes Aufgabenfeld ist die Dokumentation und Sammlung von niederdeutschen Sprachzeugnissen, die zum Teil auch wissenschaftlich analysiert werden. Dabei haben Werke der Gegenwart Vorrang. Die Bibliothek umfasst mehr als 45.000 Medieneinheiten. In ihrer Präsenzbibliothek werden sämtliche Werke gesammelt, die in niederdeutscher Sprache erschienen sind bzw. teils auf Niederdeutsch sind oder eine Region zum Thema haben, in der Niederdeutsch gesprochen wird.

Die Bibliothek bietet Bücher zu den Themen: neuniederdeutsche Literatur, Anthologien, Bibliographien, Bühnentexte, Belletristik, sprachliches Volksgut, Kirchenliteratur, Theater/Theaterwissenschaften, Texte für die Schule, Musikalien, Kleinschriften, Wörterbücher, Berichte, Dokumentationen, Zeitschriften, Periodica, Kataloge, Kalender, Jahrbücher, Poster/Postkarten, fachwissenschaftliche Periodica, allgemeine und niederdeutsche Sprachwissenschaft, Literaturwissenschaft, Kulturwissenschaft, Kleinsprachen (außer Niederdeutsch), Sprachgeschichte, Sekundärliteratur zur niederdeutschen Sprache und Literatur und Sekundärliteratur zur allgemeinen Dialektologie, Sprach-, Literatur-, Kulturgeschichte. Zusätzlich gibt es Hörspiele, Funkskripte, Tonträger (in Form von Schallplatten, CDs, Kassetten etc.), Filme/Mitschnitte (in Form von VHS, DVDs, CDs etc.), Examensarbeiten und Spiele. Im Sommer 2012 wurde die Bibliothek renoviert, der zentrale Raum bietet nun mehr Platz für Sitzungen und Treffen.

## Projekte
Das INS diente und dient bei zahlreichen Projekten als Projektpartner. So unterstützt es die Internetlernplattform für Schüler Plattolio, das Aktionsbündnis Platt is cool und deren plattdeutschen Bandcontest Plattsounds. Ein Beispiel für ein aktuelles Projekt ist die Theaterautorenwerkstatt für plattdeutsches Theater. Hierbei wurden zusammen mit den niederdeutschen Bühnenbünden, dem Theaterverlag Mahnke und den Landesverbänden des Bundes Deutscher Amateurtheater Nachwuchsautoren durch professionelle Theaterausbilder in Feldern wie dramaturgisches Grundwissen und Fertigkeiten des szenischen und dialogischen Schreibens geschult und betreut. Ein weiteres Projekt ist die plattdeutsche Landkarte. Hier sind die Namen einer Vielzahl norddeutscher Orte, auf Hochdeutsch und Plattdeutsch angegeben, letzteres wird durch Lautschrift und einer Tonaufnahme ergänzt. Angaben zu Institutionen und Informationen über einzelne Städte ergänzen das Angebot. Seit 2021 wird das Projekt PLATO (Plattdeutsches Tonarchiv) kontinuierlich weitergeführt. Seit 2021 erscheint jährlich der plattdeutsche Sprachkalender „Wöör mit Wutteln“.

## Finanzierung
Durch ein Rahmenabkommen wurde das INS bis 2017 staatlich gefördert.
Mitte 2016 kündigten die Bundesländer Bremen, Hamburg, Niedersachsen und Schleswig-Holstein an, die bisherige finanzielle Förderung des INS in Höhe von 272.000 Euro zum Jahresende 2017 beenden. Ende 2016 gaben die vier Geberländer nach einer Besprechung bekannt, dass das Institut für niederdeutsche Sprache Keimzelle für eine Koordinationsstelle für die Pflege der niederdeutschen Sprache werden könnte. Die neue Einrichtung soll in öffentlich-rechtlicher Trägerschaft stehen und der Sitz in Bremen soll beibehalten werden.
2017 wurde deutlich, dass das INS in dem Vorhaben der vier Geberländer aktuell geringere Bedeutung hat. Stattdessen wurde eine gemeinnützige GmbH für das neue Länderzentrum für Niederdeutsch gegründet, das seinen Sitz in Bremen hatl. Der Fortbestand des INS war zunächst ungeklärt. Das INS hat sich neu positioniert und arbeitet mit einem gegenüber 2016 um ca. 80 % reduzierten Budget weiter. Die jetzige Finanzierung erfolgt über Mitgliedsbeiträge, Spenden und aus Projektmitteln.

## Kooperation
Von 1987 bis zur deutschen Wiedervereinigung bestand zwischen dem Bremer INS und dem Mecklenburgischen Folklorezentrum (MFZ) in Rostock eine kurzlebige und auf gegenseitige offizielle Delegationsbesuche beschränkte Kooperation. Sie kam auf Initiative des Bremer Bürgermeisters Klaus Wedemeier zustande, wurde vom DDR-Staatsratsvorsitzenden Erich Honecker persönlich genehmigt und alsbald in die neu aufgenommene Städtepartnerschaft Bremen-Rostock eingebettet. Die INS/MFZ-Kooperation wurde wie die Städtepartnerschaft selbst von Beginn an intensiv von der Bezirksverwaltung Rostock der DDR-Staatssicherheit überwacht. Inoffizielle Mitarbeiter (IM) hatten insbesondere den Auftrag, die damaligen INS-Geschäftsführer Wolfgang Lindow und Claus Schuppenhauer nachrichtendienstlich „abzuschöpfen“, auch zu anderen niederdeutschen Vereinen und Organisationen mit Verbindungen in die DDR, insbesondere die Lübecker Fritz Reuter Gesellschaft und auch die Landsmannschaft Mecklenburg. Am intensivsten berichtete der Stasi aus dem INS und über die Kontakte mit Lindow und Schuppenhauer IM „Monika Turm“ (Marion Schmidt, die damalige Leiterin des Mecklenburgischen Folklorezentrums).
Die Ergebnisse der IM-Kontakte mit Lindow und Schuppenhauer finden sich in den Stasi-Akten zum „Sicherungskomplex Pflege der niederdeutschen Sprache“. Darin ist festgehalten, dass sich die INS-Vertreter in den Gesprächen mit ihren Kooperationspartnern in der DDR „gegen den Mißbrauch des Niederdeutschen durch revanchistische Kräfte der BRD“ ausgesprochen hätten. Als „revanchistische Kräfte“ wurden in den Akten die Landsmannschaft Mecklenburg, die Stiftung Mecklenburg und die Fritz Reuter Gesellschaft (FRG) geführt. Zu den Aktivitäten der FRG, die in den späten achtziger Jahren unter ihren Mitgliedern auch schon zahlreich DDR-Bürger hatte, ist in den Stasi-Akten vermerkt, dass die „Leitungsmitglieder“ des INS (Lindow/Schuppenhauer) diese Aktivitäten als „Einmischung in die inneren Angelegenheiten der DDR“ bezeichnet hätten.
Wolfgang Lindow äußerte sich Anfang 1991 über die vergangene Zeit und die Umstände und klagte, es sei „perfide“, dass heute die, „die zuvor versucht hatten, die kulturelle Verbindung aufrecht zu erhalten, an die Seite der Stasi-Mithelfer gestellt“ würden. Lindow: „Natürlich wußten wir, daß unsere offiziellen Kontakte zum Folklorezentrum wie auch meine langjährigen privaten Verbindungen zu vielen Plattdeutschen in Mecklenburg von der Partei beobachtet wurden, aber sind wir deswegen Collaborateure?“

## Innerer Aufbau

### Vorstand
Der Vorstand des INS:
- Vorsitzender: Heiko Block, Lilienthal
- stellvertr. Vorsitzender: Herwig Dust, Oldenburg
- Beisitzer: Christel Stolz, Bremen, Rainer Schobeß, Toppenstedt/Landkreis Harburg, Jens Emigholz, Bremen

### Mitgliederzahlen
- 2003: 144 Personen, 87 Körperschaften[14]
- 2019: 188 Personen, 78 Körperschaften
- 2024: 203 Personen, 77 Körperschaften

## Gebäude
Das INS ist in folgenden denkmalgeschützten Gebäuden untergebracht:
- Wohnhaus Schnoor 41 von um 1700, siehe Denkmaldatenbank des LfD: Marterburg 25
- Wohnhaus Schnoor 42 von um 1805, siehe Denkmaldatenbank des LfD
- Wohnhaus Schnoor 43 von um 1815, siehe Denkmaldatenbank des LfD: Marterburg 25

## Auszeichnungen
- 2017: Heinrich-Schmidt-Barrien-Preis[15]
- 2024: Niederdeutscher Literaturpreis der Stadt Kappeln[16]